# Багратиони, Баграт Георгиевич
Баграт Георгиевич Грузинский (1776—1841) — грузинский царевич из царской династии Багратионов. Автор работ по истории Грузии, ветеринарной медицине и экономике.

## Жизнь в Грузии
Родился 8 (19) мая 1776 года в Тбилиси в семье наследного принца Георгия (1746—1800), будущего царя Георгия XII (1798—1800), и его первой супруги Кетеван Андроникашвили (1754—1782). Внук царя Картли и Кахети Ираклия II.
В 1790 году 14-летний Баграт получил во владение от своего деда Ираклия II княжеский домен в Ксанской долине. Ираклий II изгнал род Квенипневели, правивший Ксанским эриставством, и разделил княжество на три части. Другие части эриставства были предоставлены царевичам Иоанну и Юлону, старшему брату и дяде Баграта. В царствование своего отца, картли-кахетинского царя Георгия XII, Баграт получил в управление Кахетию. Примерно в это же время он стал участвовать в династической вражде среди многочисленных потомков Ираклия II и Георгия XII. В ноябре 1800 года царевич Баграт был одним из командиром соединённого русско-грузинского войска, которое одержало победу в битве с аварцами на берегах реки Иори в Кахети.

## Жизнь в России
В декабре 1800 года скончался тяжелобольной грузинский царь Георгий XII, назначив своим преемником старшего сына Давида XII. В следующем 1801 году Российская империя заявила о аннексии Восточной Грузии и ликвидации царской власти в Картли-Кахетинском царстве. Члены грузинской царской династии были лишены своих поместий и депортированы вглубь России. В отличие от своих многочисленных родственников, царевич Баграт не выступил с оружием в руках против российского режима и в 1803 году был вывезен в Москву.
12 октября 1801 года царевич Баграт был награждён орденом Святой Анны 1-й степени.
Ему была назначена пенсия в 10 тыс. рублей, а в 1804 году выдано пособие в размере 150 тыс. рублей на покупку имения. В 1812 году за день до занятия Москвы французской армией Баграт покинул город и выехал в Нижний Новгород. Затем царевич проживал до самой смерти 8 (20) мая 1841 года в Санкт-Петербурге. В 1818 году российский император Александр I сделал Баграта Георгиевича своим камергером. В 1828 году царевич стал тайным советником и сенатором Российской империи.
Во время своего проживания в России Баграт Георгиевич написал продолжение грузинской истории, написанное его старшим братом Давидом, охватывающий период с середины XVIII века до 1840-х годов. Он также составил список грузин, сражавшихся в рядах русской армии против наполеоновской Франции в 1812 году. Баграт являлся автором мемуаров и первой книги на грузинском языке о ветеринарной медицине, опубликованной в Санкт-Петербурге в 1818 году.

## Семья
Был женат на княжне Екатерине Чолокашвили (1781—1831), дочери князя Дурмишхана Чолокашвили, моурави Пшави и Хевсурети. 30 августа 1805 года была награждена орденом св. Екатерины 2-й степени. Скончалась от холеры в Санкт-Петербурге и была похоронена на Смоленском кладбище. Баграт и Екатерина имели много детей, из которых только три достигли совершеннолетия:
- Князь Спиридон Багратович Грузинский (1800 — умер в младенчестве)
- Княжна Варвара Багратовна Грузинская (1804—1870), жена генерал-лейтенанта князя Дмитрия Орбелиани (1797—1868)
- Княжна Дарья Багратовна Грузинская (1808—1809)
- Князь Пётр Багратович Грузинский (22.06.1810[3]—1812)
- Князь Георгий Багратович Грузинский (1812—1816)
- Княжна Елизавета Багратовна Грузинская (08.12.1813[4]—01.06.1815)
- Княжна Александра Багратовна Грузинская (26.02.1815[5]— ?)
- Князь Николай Багратович Грузинский (1816—1833)
- Князь Константин Багратович Грузинский (03.01.1817[6]— ?)
- Князь Давид Багратович Грузинский (1819—1888), неофициальный глава грузинского царского дома Багратионов (1880—1888), был женат на Анне Алексеевне Мазуриной (1824—1866), от брака с которой имел сына Спиридона (род. 1861)
- Князь Александр Багратович Грузинский (01.08.1820[7]—1865)